# Peruanisch-Ecuadorianischer Grenzkrieg
Der Peruanisch-Ecuadorianische Grenzkrieg (auch Paquisha-Zwischenfall, in Ecuador auch Paquisha-Krieg, in Peru Falso Paquisha-Krieg) war ein Scharmützel zwischen Peru und Ecuador um die umstrittene Grenze in der Cordillera del Cóndor im Januar und Februar 1981. Der Konflikt wurde durch den Vertrag von Brasília im Jahr 1998 behoben.

## Hintergrund
Nach dem Peruanisch-Ecuadorianischen Krieg von 1941 war 1942 im Protokoll von Rio de Janeiro der Grenzverlauf festgelegt worden, jedoch ohne dass Grenzsteine gesetzt wurden. Vorausgegangen waren Grenzstreitigkeiten, die seit der Unabhängigkeit Perus und Großkolumbiens bzw. Ecuadors in den 1820er bzw. 1830er Jahren anhielten. Der Grenzstreit war in Ecuador vor und nach Rio de Janeiro ein Politikum ersten Ranges. 1960 kündigte Ecuador jedoch das Protokoll auf, und es kam in Folge immer wieder zu Schießereien an der Grenze.

## Paquisha-Zwischenfall
Der Konflikt begann am 22. Januar 1981, dem Tag, an dem die peruanische Regierung den Angriff auf eines ihrer Flugzeuge anprangerte, das eine Versorgungsmission für Grenzüberwachungsposten am Fluss Río Comaina durchführte. Der peruanische Präsident Fernando Belaúnde Terry ordnete die Inspektion des Flusses an, bis sich seine Quelle auf der Ostseite der Cordillera del Cóndor befindet. Bei dieser Inspektion wurden drei ecuadorianische Abteilungen in dem Gebiet gefunden, das von der peruanischen Regierung gemäß den vorherigen Verträgen als zu Peru gehörig angesehen wurde. Diese Abteilungen hatten die alten Beobachtungsposten Nr. 22, 3 und 4 erobert.
Die ecuadorianische Position deutete darauf hin, dass diese Abteilungen der auf ecuadorianischem Gebiet errichteten "Paquisha" -Basis entsprachen. Nach der Messung der Koordinaten wurde jedoch festgestellt, dass sie nicht dem oben genannten Paquisha entsprachen, das im Rio de Janeiro-Protokoll akzeptiert wurde, sondern, wie der peruanische Präsident Fernando Belaúnde es beschrieb, einem "falschen Paquisha", einem Namen, den er ihm gab in der Lage, es leicht von der ersten Paquisha zu unterscheiden, die nach dem Rio-Protokoll von 1942 legal war.

## Cenepa-Krieg
Am 26. Januar 1995 kam es erneut zu Auseinandersetzungen zwischen Ecuador und Peru um dieses Gebiet (siehe Cenepa-Krieg). Grenzpatrouillen beider Seiten lieferten sich Gefechte in dem Landstreifen, der möglicherweise Goldvorkommen birgt.

## Konfliktlösung
Am 26. Oktober 1998 unterzeichneten die Präsidenten Jamil Mahuad für Ecuador und Alberto Fujimori für Peru in Brasília einen Friedensvertrag, der zur endgültigen Konfliktbeilegung durch Setzen von Grenzsteinen zwischen beiden Ländern führte. Im Vertrag von Brasília wird der Inhalt des Protokolls von Rio de Janeiro bestätigt und von beiden Seiten anerkannt. Das Teilabkommen über Handel und Schifffahrt bestätigt den Anspruch Ecuadors auf den wirtschaftlich wichtigen Amazonaszugang. Ecuador darf seinen im Grenzkrieg zu nationalem Ruhm gekommenen Militärstützpunkt Tiwintza als militärfreie Zone ohne Hoheitsrechte ausdrücklich auf dem peruanischen Staatsgebiet behalten. Dort soll ein binationaler Nationalpark geschaffen werden. Die Arbeiten zur Grenzziehung wurden am 15. Mai 1999 abgeschlossen. Beide Staaten erklärten im Jahr 2002 und 2008 ihre Absicht einer gemeinsamen Minenräumung am ehemals umstrittenen Grenzverlauf. Laut einer Mitteilung von 2014 waren in jenem Jahr bei einer gemeinsamen Räumung 4000 Minen entfernt worden. 620.000 Quadratmeter waren bis dahin entmint worden, 225.000 Quadratmeter fehlten noch. Fünf ecuadorianische Soldaten wurden im Dezember 2015 bei den Arbeiten verletzt. Nach Schätzungen gab es zu jenem Zeitpunkt noch etwa 8.000 bis 10.000 Minen im Gebiet.